# Highwayman (альбом)
Highwayman 2 — первый студийный альбом американской кантри-супер-группы The Highwaymen, в которую входили Джонни Кэш, Вэйлон Дженнингс, Вилли Нельсон и Крис Кристофферсон. Он был выпущен 6 мая 1985 года на лейбле Columbia Nashville и достиг 1-го места в американском чарте Billboard Top Country Albums. Диск стал самым успешным альбомом группы.

## История
The Highwaymen это супер-группа в составе четырёх популярных кантри-музыкантов: Джонни Кэша, Вэйлона Дженнингса, Вилли Нельсона и Криса Кристофферсона. Все четверо музыкантов долгое время были поклонниками творчества друг друга. Кэш, который начал работать в Sun Records в середине пятидесятых, делил квартиру с Дженнингсом между браками в конце шестидесятых, когда и Дженнингс, и Нельсон начали уставать от черствой практики звукозаписи Нэшвилла. Когда примерно в это время Кристофферсон стал новым голосом прогрессивного кантри, все трое записали его песни, причем версия Кэша «Sunday Morning Coming Down» стала хитом, и провозгласили молодого музыканта уникальным талантом. В семидесятые годы Дженнингс, Нельсон и Кристофферсон будут пользоваться огромным успехом в рамках движения «Outlaw movement (вне закона)», а Уэйлон и Вилли запишут несколько альбомов и отправятся в прибыльные гастрольные туры. К середине восьмидесятых Нельсон оставался самым востребованным в чартах, в то время как карьеры остальных трех музыкантов несколько затихли. По словам биографа Нельсона Джо Ника Патоски, «сотрудничество „сила в силе“ было направлено на укрепление карьеры четырех гигантов, достаточно старых, чтобы считаться легендами, но уже не подходящих для современного кантри-радио».
В отличие от близких отношений с Дженнингсом и Кристофферсоном, Кэш едва знал Нельсона, но уже через несколько дней четверка была в нэшвиллской студии с Моманом (который продюсировал два предыдущих альбома Нельсона), пробуя материал. Кристофферсон позже удивлялся: «Я всегда смотрел на них снизу вверх и чувствовал себя ребенком, который забрался на гору Рашмор и высунул оттуда свое лицо».
Следующие два альбома выйдут в 1985 и 1990 годах.

## Отзывы
| Оценки критиков | Оценки критиков |
| Источник        | Оценка          |
| --------------- | --------------- |
| Allmusic        | [ 5 ]           |

Альбом получил положительные отзывы музыкальной критики и интернет-изданий.
Роберт Хаффман оценил альбом в 5 из 5 звёзд, согласно новостной сети MNN. Роберт был процитирован Нэнси Вулф, сказавшей: «Я не могу перестать слушать этот альбом». Также оценив его в 4 звезды из 5, Уильям Рулманн из AllMusic написал, что «Эти старые друзья выступали вместе в различных комбинациях, но никогда так эффектно, как в эпической заглавной песне, написанной Джимми Уэббом. Да и остальная часть альбома, включая „Desperados Waiting for a Train“ Гая Кларка и „Deportee“ Вуди Гатри, соответствует хиту из первой части». Биограф Кристофферсона Стивен Миллер пишет: «Временами Highwayman звучал чрезмерно спродюсированным, не в последнюю очередь из-за периодического присутствия синтезаторов, и хотя в нём явно чувствовалось кантри, временами он склонялся к стилю AOR».

## Список композиций
| №   | Название                                                   | Автор(ы)                      | Ведущий вокалист                                                | Длительность |
| --- | ---------------------------------------------------------- | ----------------------------- | --------------------------------------------------------------- | ------------ |
| 1.  | «Highwayman»                                               | Jimmy Webb                    | Willie Nelson, Kris Kristofferson, Waylon Jennings, Johnny Cash | 3:00         |
| 2.  | «The Last Cowboy Song»                                     | Ed Bruce, Ron Peterson        | Jennings, Nelson, Cash, Kristofferson                           | 3:08         |
| 3.  | «Jim, I Wore a Tie Today»                                  | Cindy Walker                  | Cash, Nelson                                                    | 3:20         |
| 4.  | «Big River»                                                | Johnny Cash                   | Jennings, Nelson, Cash, Kristofferson                           | 2:45         |
| 5.  | «Committed to Parkview»                                    | Cash                          | Cash, Nelson                                                    | 3:18         |
| 6.  | «Desperados Waiting for a Train»                           | Guy Clark                     | Jennings, Nelson, Cash, Kristofferson                           | 4:34         |
| 7.  | «Deportee (Plane Wreck at Los Gatos)» (с Johnny Rodriguez) | Woody Guthrie, Martin Hoffman | Cash, Nelson, Johnny Rodriguez                                  | 3:45         |
| 8.  | «Welfare Line»                                             | Paul Kennerley                | Jennings, Nelson, Cash, Kristofferson                           | 2:34         |
| 9.  | «Against the Wind»                                         | Bob Seger                     | Cash, Nelson, Jennings                                          | 3:46         |
| 10. | «The Twentieth Century Is Almost Over»                     | Steve Goodman, John Prine     | Cash, Nelson                                                    | 3:33         |

## Персонал
Из аннотации к альбому Highwayman.
The Highwaymen
- Джонни Кэш — вокал
- Уэйлон Дженнингс — вокал, гитара
- Вилли Нельсон — вокал, гитара
- Крис Кристофферсон — вокал

## Чарты
| Чарт (1985)                        | Высшая позиция |
| ---------------------------------- | -------------- |
| Австралия (Kent Music Report)      | 23             |
| США (Billboard 200)                | 92             |
| США (Billboard Top Country Albums) | 1              |

## Сертификации
| Регион                                                      | Сертификация | Продажи    |
| ----------------------------------------------------------- | ------------ | ---------- |
| Австралия (ARIA)                                            | Платиновый   | 70 000^    |
| США (RIAA)                                                  | Платиновый   | 1 000 000^ |
| ^ Данные о тиражах приведены только на основе сертификации. |              |            |